# Bioacustica
La  bioacustica è una scienza interdisciplinare che fonde insieme biologia ed acustica.
Solitamente si riferisce all'indagine sulla produzione del suono, la sua dispersione tramite un mezzo elastico e la sua ricezione negli animali, inclusi gli esseri umani.
Ciò coinvolge basi neurofisiologiche ed anatomiche della produzione del suono e del suo rilevamento, e la relazione tra i segnali acustici con il mezzo attraverso il quale si disperdono.
Le scoperte ci forniscono alcune prove circa l'evoluzione dei meccanismi acustici, e a partire da essi, l'evoluzione degli animali che li utilizzano.